# Putinei

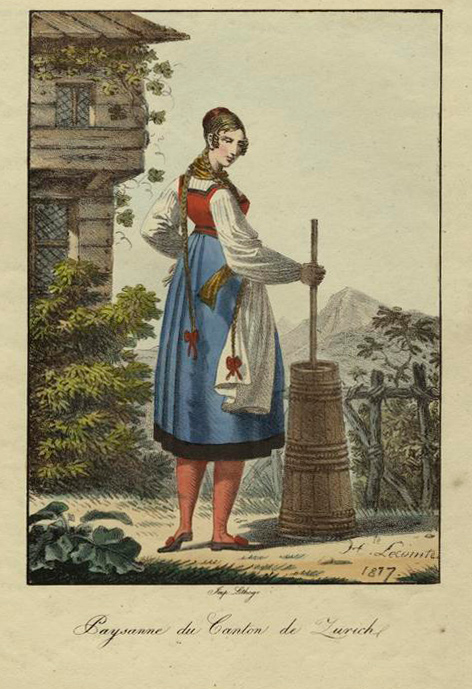
Ilustrație cu un putinei din 1817.

Putineiul este un recipient cilindric sau cu forma unui con trunchiat, folosit pentru a bate smântâna și a o transforma în unt. Astăzi este înlocuit de untul industrial, dar se pot găsi putinei electrici și manuali pentru prepararea untului în mod tradițional. Smântâna se toarnă în acest cilindru care se închide cu un capac, după care se bate smântâna prin agitarea unui baston. Conversia în unt durează aproximativ câteva ore de agitare continuă.

Un putinei tipic folosit de pionierii americani.

## Istoric
Dovezi privind utilizarea untului datează încă din 2000 î.Hr., se menționează existența acestuia și în lucrările biblice. Este probabil ca putineiul în sine să existe încă din secolul al VI-lea d.Hr., după cum se poate observa prin ceea ce pare a fi un capac pentru un putinei datând din acea epocă. În tradiția europeană, putineiul era în primul rând un instrument folosit de femei, iar amestecul untului era o responsabilitate esențială împreună cu alte treburi de uz casnic.  În tradițiile anterioare de prepararea untului, culturile nomade puneau laptele în pungi din piele și produceau unt fie prin scuturarea manuală a pungii, fie eventual prin atașarea pungii la un animal astfel smântâna se bătea pur și simplu prin mișcarea animalului. Unii savanți cred că așa a fost descoperit procesul de creare a untului. Unele culturi încă folosesc un proces similar, prin care o pungă este umplută cu lapte, legată de un băț și agitată energic.

## Tipuri de putinei
Cel mai proeminent tip de putinei este cel numit "prin afundare", care este un contenitor, de obicei din lemn, unde acțiunea de bătut untul este creată prin mișcarea verticală a unui baston de lemn la cărui capăt este atașat o bucată de lemn circular.
Un alt tip de putinei este cel cu palete, care are o manivelă și, odată învârtită, acționează niște palete de lemn, care se mișcă și bat smântâna.
Putineiul cu forma de butoi a fost, de asemenea, utilizat pe scară largă. Acest tip de putinei este practic un butoi întors pe o parte cu o manivelă atașată. În unele tipuri manivela rotește un dispozitiv cu palete în interiorul butoiului, ca în putineiul de palete menționat înainte, în altele rotește întregul butoi orizontal sau vertical, în funcție de construcția sa. Agitarea smântânii în acest mod transformă laptele în unt. Putineiul-butoi a fost una dintre inovațiile agricole din Europa secolului al XVIII-lea.
O invenție deosebit de nouă, remarcabilă, a fost putineiul integrat în balansoar. Acest putinei, inventat de Alfred Clark, consta dintr-un putinei atașat la un balansoar care, între timp ce se mișca, agita și putineiul.

## Galerie

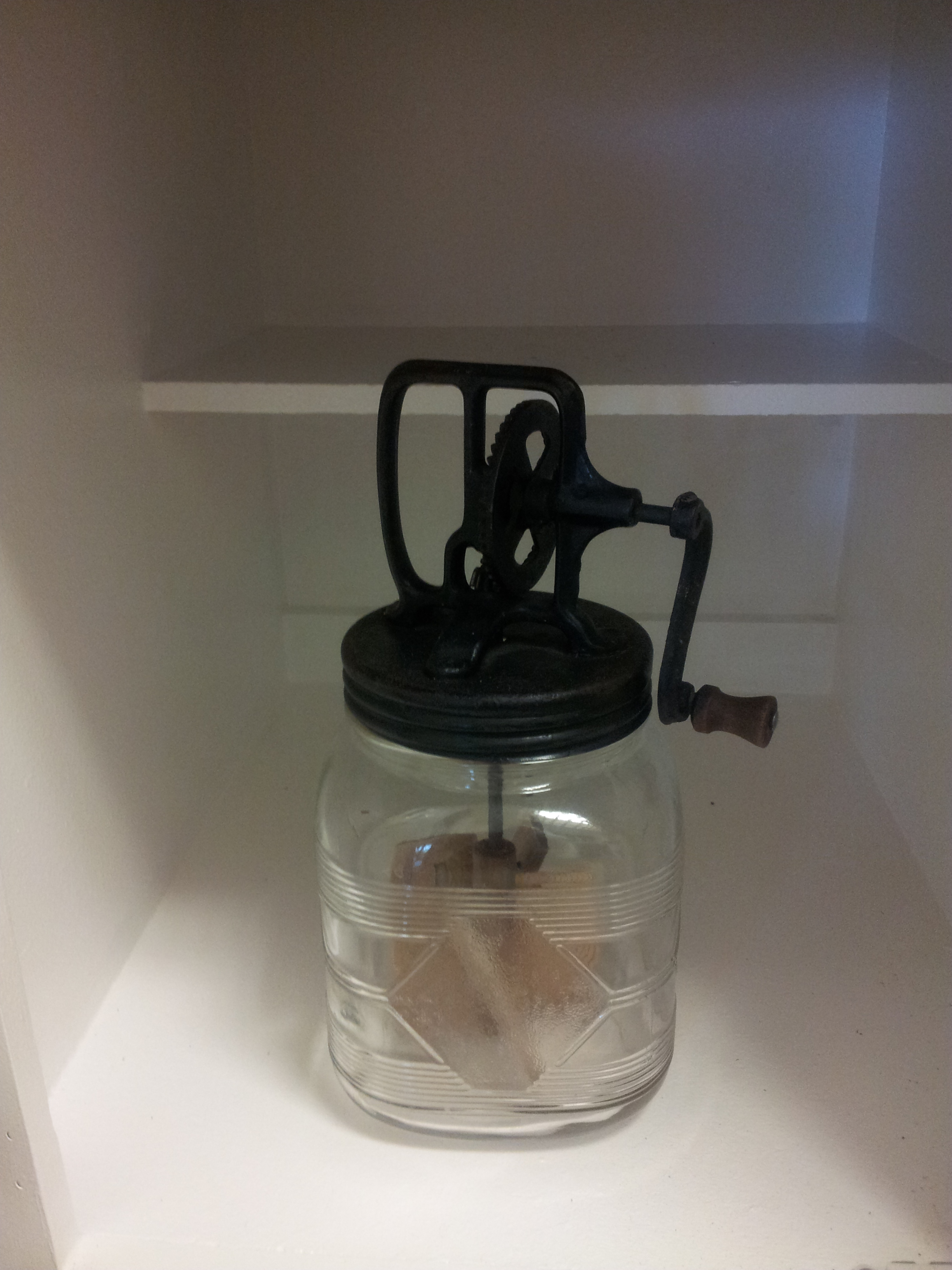
Un putinei cu palete.
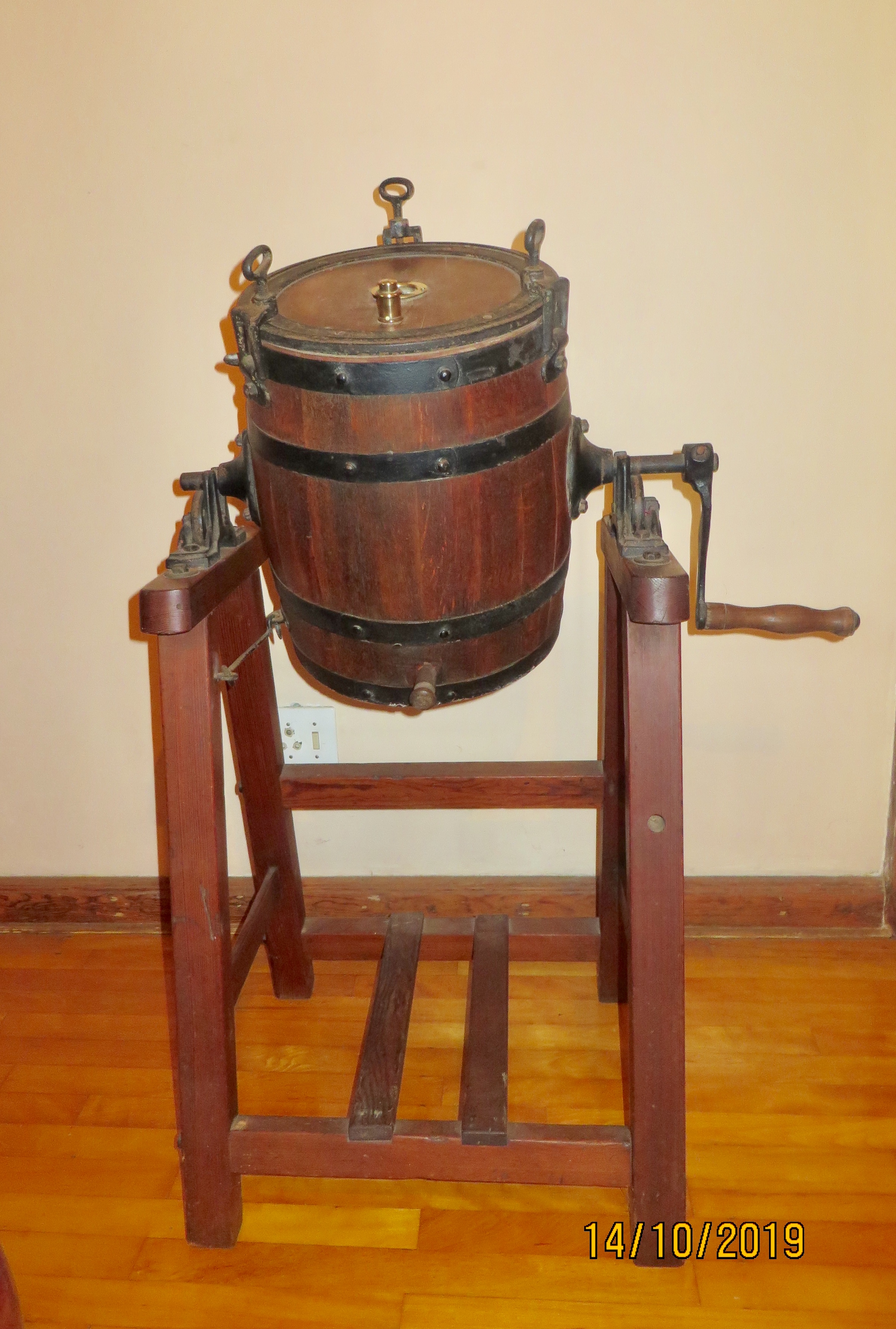
Putinei cu forma unui butoi
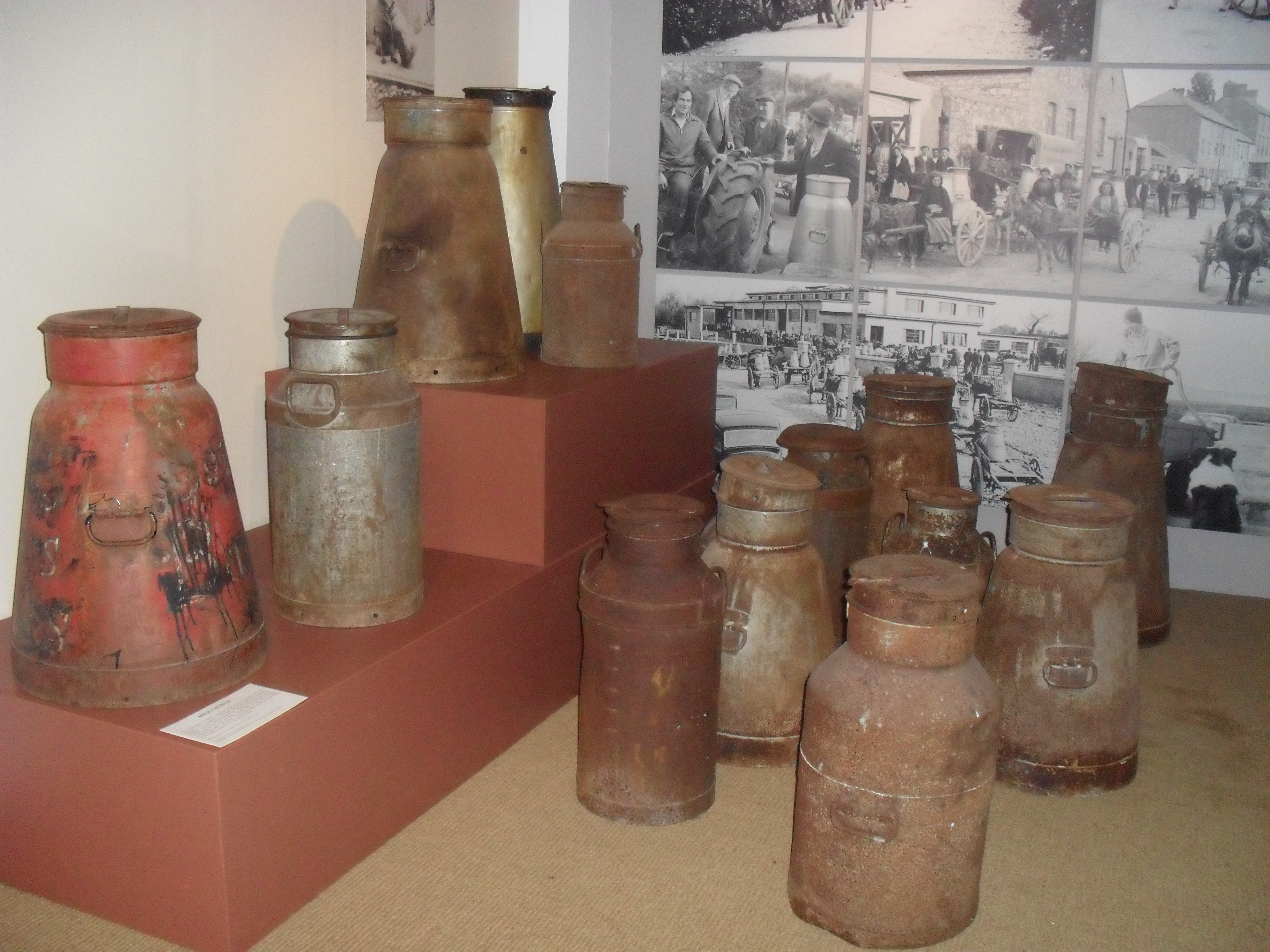
O selecție de putinei în expoziție la Cork Butter Museum, Irlanda.
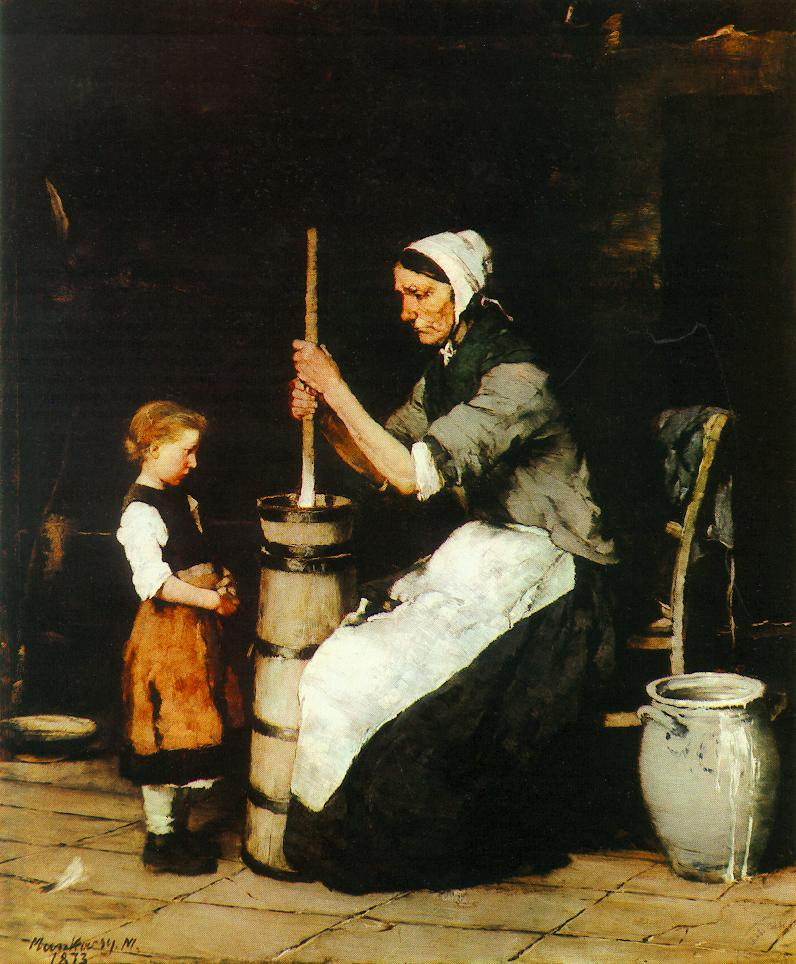
Mihály Munkácsy, Femeie ce face untul, 1873
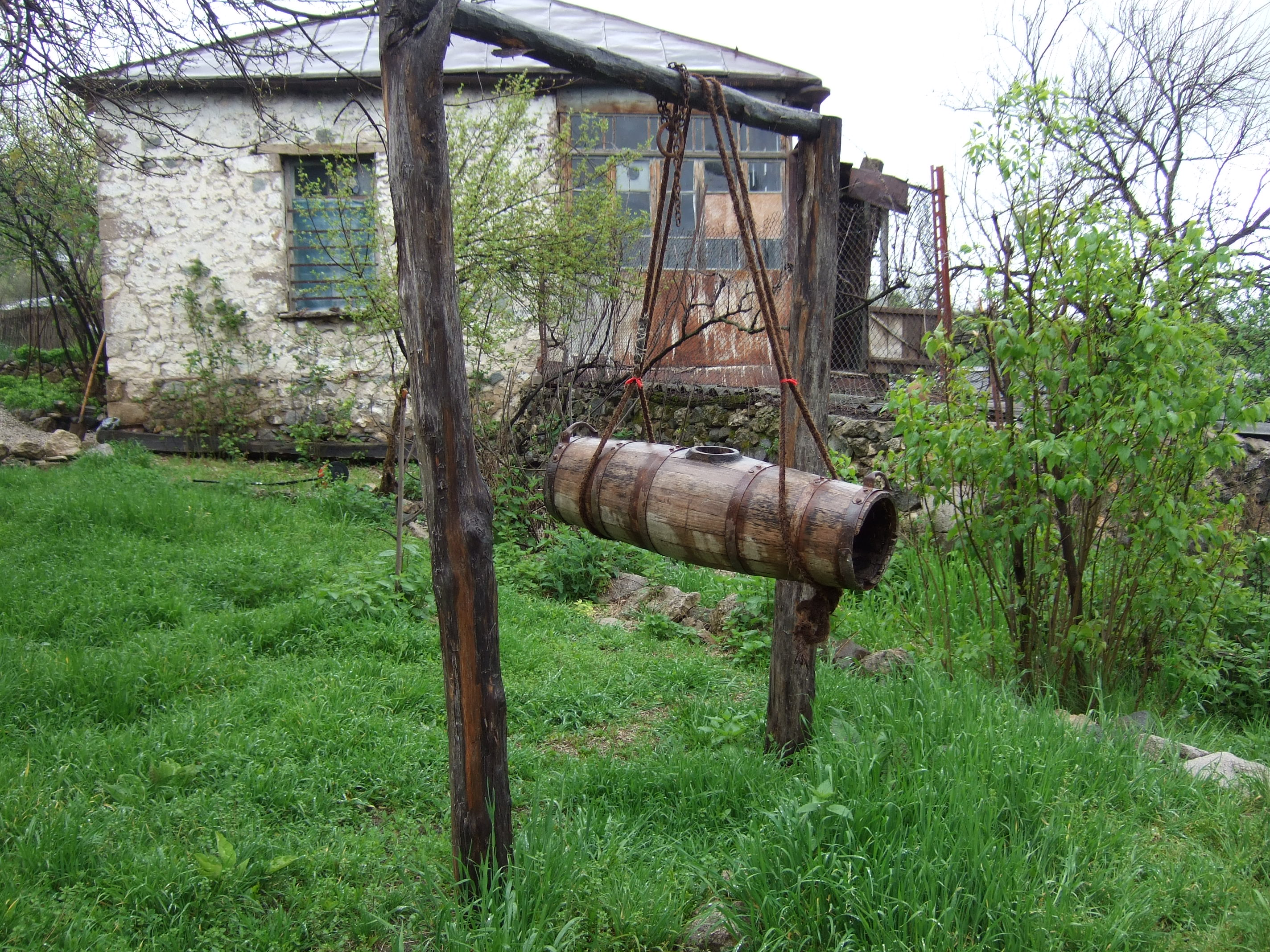
Un vechi putinei-butoi din lemn în Republica Arțah